# Evropské hodnoty (spolek)
Think-tank Evropské hodnoty (anglicky European Values Think-Tank, resp. European Values Center; EVC) je česká politická nevládní nezisková organizace. Vznikla v roce 2005 jako občanské sdružení nezávislé na politických stranách.
Vizí organizace je svobodné, bezpečné a prosperující Česko ve střední Evropě, která je pevnou součástí transatlantického společenství a opírá se o pevné spojenectví s USA. Think-tank Evropské hodnoty podle vlastní definice svého poslání pomáhá čelit agresivním režimům, radikalizaci uvnitř společnosti, šíření autoritářských tendencí a extrémistických ideologií včetně islamismu.

## Vedení
Výkonným ředitelem a předsedou správní rady byl Radko Hokovský, zástupcem ředitele pro politické záležitosti a členem správní rady pak Jakub Janda. Třetím členem správní rady a zástupcem ředitele pro finanční a projektové řízení byl Jan Famfule. Do úterý 6. září 2016 byl předsedou dozorčí rady bývalý diplomat Petr Kolář. Roku 2018 se stal výkonným ředitelem Jakub Janda.
V únoru 2022 tvořil vedení organizace sedmičlenný tým, v pracovním týmu bylo 12 analytiků a externích spolupracovníků, sedm koordinátorů projektů a tři koordinátorky operací EVC. Správní radu tvoří Petr Holec (předseda), Veronika Víchová a Klára Veverka. V dozorčí radě jsou Jan Famfollet (předseda), Jana Holcová a Kateřina Hamplová.

## Tematické zaměření
Jádrem činnosti organizace jsou tři strategické programy – Program Kremlin Watch, Program pro vnitřní bezpečnost a Program strategických studií.

## Aktivity
Think-tank organizuje také diskuse, odborné debaty, konference a uzavřené kulaté stoly. Publikuje komentáře, odborné podklady, doporučení a odborné analýzy. Vydává pravidelné souhrny analýz mezinárodních událostí zaměřené na regiony důležité pro českou zahraniční politiku: Kremlin Watch, Belarus Watch, Georgia Watch a tiskové zprávy v angličtině. Dne 14. června 2023 kancelář v Praze hostila 9. ročník mezinárodní konference zaměřené na bezpečnostní politiku European Values Summit konané pod záštitou prezidenta České republiky Petra Pavla a za přítomnosti ministra zahraničních věcí Čínské republiky (Tchaj-wanu) Josepha Wu.

### Kancelář v Tchaj-peji
28. ledna 2022 byla představena činnost tchajwanské kanceláře Centra evropských hodnot pro bezpečnostní politiku (EVC), která začne fungovat na začátku jara 2022 a bude mít na Tchaj-wanu stálé zaměstnance. Půjde o první soukromý evropský think-tank s oficiální právní přítomností na Tchaj-wanu. Na zahájení pronesli projevy ředitel EVC Jakub Janda, Ministr zahraničí Tchaj-wanu Joseph Wu, ředitelka Amerického institutu na Tchaj-wanu Sandra Oudkirk, prezident nadace Prospect Foundation I-Chung Lai, generální ředitel Institutu pro národní obranu a bezpečnostní výzkum (INDSR) Chen-Wei Lin a v zastoupení českého ministra zahraničí vedoucí České hospodářské a kulturní kanceláře Tchaj-pej Patrick Rumlar. V říjnu 2023 kancelář uspořádala setkání zástupců akademické sféry, médií, místních a mezinárodních nevládních organizací a zahraničních zastupitelství s Danuší Nerudovou s odkazem na její kandidaturu ve volbách do Evropského parlamentu 2024 za hnutí STAN, které bude kandidovat samostatně.

### Domácí politika
Ukrajinistka a analytička think-tanku Evropské hodnoty Lenka Víchová podepsala v lednu 2015 otevřený dopis adresovaný prezidentu Miloši Zemanovi, který vyzval Zemana ke zdrženlivosti při hodnocení vůdců Ukrajinské povstalecké armády (UPA) Romana Šuchevyče a Stepana Bandery, a zároveň kritizoval Zemanův souhlas s vysídlením Němců z Československa. K dopisu se připojil také historik David Svoboda z Ústavu pro studium totalitních režimů nebo politický geograf Michael Romancov. Vědci Zemana upozorňují, že si plete jména a Banderu zaměnil za velitele ukrajinského nacionalistického odboje na Volyni Dmytra Kljačkivského.

## Financování
Evropské hodnoty mají veřejně přístupný transparentní účet. Zdroje financování spolku jsou především vládní zahraniční organizace, na prvním místě Ministerstvo zahraniční USA, dále ministerstvo zahraničí ČR, Tchajpejská hospodářská a kulturní kancelář až dále drobní dárci. Mezi dalšími lze jmenovat USAID, Nadační fond nezávislé žurnalistiky, NATO Public Diplomacy Division, Internews Ukraine nebo Velvyslanectví USA v České republice.

## Kritika
Způsob práce think-tanku kritizovala skupina vědců a vysokoškolských pedagogů z Fakulty sociálních věd Univerzity Karlovy. Podle akademiků „studie think tanku Evropské hodnoty o výhledu vývoje vnějšího bezpečnostního prostředí ČR, obsahující pouze katastrofické scénáře, navíc s absurdně vysokými pravděpodobnostními hodnotami, není odbornou studií, ale projevem ideologie, který připravuje půdu pro radikální opatření odůvodněná jako prevence proti (neurčitým a nejistým) budoucím hrozbám.“ Podle Petra Bittnera z Deníku Referendum, „Janda není ochoten uznat politickou pozici, která vybočuje z primitivního studenoválečného schématu, na kterém stojí jeho vnímání světa i sama politická orientace think-tanku Evropské hodnoty.“